# Ecuación de Boltzmann
En física, específicamente en física estadística fuera del equilibrio, la ecuación de Boltzmann describe el comportamiento estadístico de un sistema termodinámico fuera del equilibrio termodinámico. Esta ecuación fue deducida por Ludwig Boltzmann en 1872.
El ejemplo clásico es un fluido  con gradientes de temperatura en el espacio, lo que provoca un flujo de calor de las regiones más calientes a las más frías, causado por el transporte (aleatorio, pero condicionado por las características del sistema) de partículas. En la literatura moderna el término Ecuación de Boltzmann se usa a menudo en un sentido más general y se refiere a cualquier ecuación cinética que describe el cambio o evolución de cantidades macroscópicas en un sistema termodinámico, tales como la energía, la carga o el número de partículas.
La ecuación no se deriva a partir del análisis estadístico de todas las posiciones y momentos individuales de cada partícula del fluido, si no a partir de la probabilidad de que un número de partículas ocupe una región muy pequeña del espacio (matemáticamente escrito {\displaystyle d^{3}\mathbf {r} }, donde d significa "diferencial", un cambio muy pequeño) a la que se denota con un vector de posición r, y tengan un momento también muy definido dentro de una región muy pequeña del espacio de momentos (análogamente escrito como {\displaystyle d^{3}\mathbf {p} }) y también denotado por un vector de momento p, en un instante dado de tiempo.
La ecuación de Boltzmann puede ser usada para entender cómo evolucionan determinadas cantidades físicas, como la energía, la temperatura y el momento de un fluido, y otras propiedades características de fluidos como la viscosidad, la conductividad térmica, también la conductividad eléctrica (al estudiar transporte de cargas en un material como un gas) puede ser derivadas. Véase también la ecuación de convección-difusión.
La ecuación es una ecuación diferencial estocástica en derivadas parciales, pues la función desconocida en la ecuación es una variable aleatoria continua. El problema de existencia y unicidad de soluciones no está todavía plenamente resuelto, pero algunos de los resultados recientes son bastante prometedores.

## Visión general

### El espacio de fases y función de densidad
Al conjunto de todas las posibles posiciones r y momentos p se denomina espacio de fases del sistema; en otras palabras, un conjunto de tres coordenadas para cada coordenada de posición x, y, z y tres más para cada componente de momento px, py, pz. Dicho espacio tiene 6 dimensiones: un punto es (r, p) = (x, y, z, px, py, pz), y cada coordenada está parametrizada por el tiempo t. El elemento diferencial de volumen es
{\displaystyle d^{3}\mathbf {r} \,d^{3}\mathbf {p} =dx\,dy\,dz\,dp_{x}\,dp_{y}\,dp_{z}.}
La probabilidad de que N partículas se encuentren dentro del elemento de volumen diferencial dado arriba y centrado en la posición r y en el momento p, es una cantidad que denotamos como f y nos da esta probabilidad por unidad del volumen del espacio de fases a cada instante de tiempo t. Esta función es una función de densidad de la probabilidad : {\displaystyle f(\mathbf {r} ,\mathbf {p} ,t)}, y se define de modo que,
{\displaystyle dN=f(\mathbf {r} ,\mathbf {p} ,t)\,d^{3}\mathbf {r} \,d^{3}\mathbf {p} }
es el número de partículas que se encuentran dentro del elemento de volumen {\displaystyle d^{3}\mathbf {r} } centrado en r y que tienen un momento que se encuentra dentro del elemento de volumen {\displaystyle d^{3}\mathbf {p} } centrado en p, en un instante de tiempo t dado. Integrando sobre todas las posibles posiciones y todos los posibles momentos se obtiene el número total de partículas del problema estudiado:
{\displaystyle N=\int \limits _{\mathrm {posiciones} }d^{3}\mathbf {r} \int \limits _{\mathrm {momentos} }d^{3}\mathbf {p} \,f(\mathbf {r} ,\mathbf {p} ,t)=\iiint \limits _{\mathrm {posiciones} }\quad \iiint \limits _{\mathrm {momentos} }f(x,y,z,p_{x},p_{y},p_{z},t)\,dx\,dy\,dz\,dp_{x}\,dp_{y}\,dp_{z}}
esta es una integral múltiple en 6 variables. f está asociado al número de partículas del problema, pero el espacio de fases es el espacio de fases de una partícula (no el de todas las partículas, lo que es normalmente el caso en sistemas deterministas de muchos cuerpos), como sólo se trabaja con un r y p, en este tipo de análisis se obvia el uso de índices, así no tiene sentido definir {\displaystyle \mathbf {r} _{1},\,\mathbf {p} _{1}} para partícula 1, {\displaystyle \mathbf {r} _{2},\,\mathbf {p} _{2}} para partícula 2, etc. hasta {\displaystyle \mathbf {r} _{N},\,\mathbf {p} _{N}} para la partícula N.
Aquí se ha supuesto que las partículas del sistema son todas idénticas (todas tienen por ejemplo la misma masa m). Para estudiar una mezcla de más de una especie química, hay que definir una distribución de probabilidad f para cada especie química, como se explica más abajo.

### Resultado principal
La ecuación general puede escribirse:
{\displaystyle {\frac {\partial f}{\partial t}}=\left({\frac {\partial f}{\partial t}}\right)_{\mathrm {fuerzas} }+\left({\frac {\partial f}{\partial t}}\right)_{\mathrm {dif} }+\left({\frac {\partial f}{\partial t}}\right)_{\mathrm {col} }}
donde el término "fuerzas" corresponde a las fuerzas ejercidas sobre las partículas por un campo externo (no por las partículas), como por ejemplo el campo gravitatorio terrestre; el término "dif" (abreviatura de difusión) representa la difusión de partículas, y "col" (abreviatura de colisión) es el término de colisiones, que tiene en cuenta las fuerzas internas entre las partículas. Las fórmulas para cada uno de los términos aquí descritos están dadas más abajo.
Nótese que algunos autores utilizan la velocidad de la partícula v en lugar del momento p, pero estas cantidades están relacionadas en la definición del momento como {\displaystyle \mathbf {p} =m\mathbf {v} }.

## Los términos de fuerza y difusión
Considérese que las partículas descritas por f experimentan una fuerza externa F cuyo origen no son el resto de partículas (véase el término de colisión para este último caso).
Supóngase que a un tiempo t, un número {\displaystyle \mathbf {N} } de partículas se encuentran en la posición {\displaystyle \mathbf {r} } dentro del elemento {\displaystyle d^{3}\mathbf {r} } y tienen un momento {\displaystyle \mathbf {p} } dentro de {\displaystyle d^{3}\mathbf {p} }. Si una fuerza {\displaystyle \mathbf {F} } actúa en ese instante sobre cada partícula, entonces a un tiempo {\displaystyle t+\Delta t} su posición será {\displaystyle \mathbf {r} +\Delta \mathbf {r} =\mathbf {r} +{\frac {\Delta t}{m}}\mathbf {p} }  y su momento {\displaystyle \mathbf {p} +\Delta \mathbf {p} =\mathbf {p} +\mathbf {F} \Delta t}. Por tanto, en la ausencia de colisiones, f tiene que satisfacer
{\displaystyle f\left(\mathbf {r} +{\frac {\mathbf {p} }{m}}\Delta t,\mathbf {p} +\mathbf {F} \Delta t,t+\Delta t\right)\,d^{3}\mathbf {r} \,d^{3}\mathbf {p} =f(\mathbf {r} ,\mathbf {p} ,t)\,d^{3}\mathbf {r} \,d^{3}\mathbf {p} }
Nótese que hemos usado el hecho que el elemento de volumen del espacio de fases {\displaystyle d^{3}\mathbf {r} d^{3}\mathbf {p} } es constante, lo que se puede demostrar usando las ecuaciones de Hamilton (véase la discusión del teorema de Liouville). Sin embargo, como es un hecho que hay colisiones entre las partículas, estas provocarán que la densidad de partículas en el elemento de volumen del espacio cambie, así que
{\displaystyle {\begin{aligned}dN_{\mathrm {col} }&=\left({\frac {\partial f}{\partial t}}\right)_{\mathrm {col} }\Delta td^{3}\mathbf {r} d^{3}\mathbf {p} \\&=f\left(\mathbf {r} +{\frac {\mathbf {p} }{m}}\Delta t,\mathbf {p} +\mathbf {F} \Delta t,t+\Delta t\right)d^{3}\mathbf {r} d^{3}\mathbf {p} -f(\mathbf {r} ,\mathbf {p} ,t)d^{3}\mathbf {r} d^{3}\mathbf {p} \\&=\Delta fd^{3}\mathbf {r} d^{3}\mathbf {p} \end{aligned}}}
donde {\displaystyle \Delta f} Es el cambio total en {\displaystyle f}. Dividiendo dicha ecuación por {\displaystyle d^{3}\mathbf {r} d^{3}\mathbf {p} \Delta t} y tomando los límites {\displaystyle \Delta t\to 0} y {\displaystyle \Delta f\to 0},  tenemos
{\displaystyle {\frac {df}{dt}}=\left({\frac {\partial f}{\partial t}}\right)_{\mathrm {col} }}
El diferencial total de f es:
{\displaystyle {\begin{aligned}df&={\frac {\partial f}{\partial t}}dt+\left({\frac {\partial f}{\partial x}}dx+{\frac {\partial f}{\partial y}}dy+{\frac {\partial f}{\partial z}}dz\right)+\left({\frac {\partial f}{\partial p_{x}}}dp_{x}+{\frac {\partial f}{\partial p_{y}}}dp_{y}+{\frac {\partial f}{\partial p_{z}}}dp_{z}\right)\\&={\frac {\partial f}{\partial t}}dt+\nabla f\cdot d\mathbf {r} +{\frac {\partial f}{\partial \mathbf {p} }}\cdot d\mathbf {p} \\&={\frac {\partial f}{\partial t}}dt+\nabla f\cdot {\frac {\mathbf {p} dt}{m}}+{\frac {\partial f}{\partial \mathbf {p} }}\cdot \mathbf {F} dt\end{aligned}}}
Dónde {\displaystyle \nabla } es el operador gradiente, y · es el producto escalar,
{\displaystyle {\frac {\partial f}{\partial \mathbf {p} }}=\mathbf {\hat {e}} _{x}{\frac {\partial f}{\partial p_{x}}}+\mathbf {\hat {e}} _{y}{\frac {\partial f}{\partial p_{y}}}+\mathbf {\hat {e}} _{z}{\frac {\partial f}{\partial p_{z}}}=\nabla _{\mathbf {p} }f}
Es una abreviatura para el equivalente en variables de momento de ∇, y êx, êy, êz son los vectores unidad cartesianos.

### Resultado final
Dividiendo {\displaystyle df} por {\displaystyle dt} y sustituyendo la derivada total en la ecuación general, se obtiene:
{\displaystyle {\frac {\partial f}{\partial t}}+{\frac {\mathbf {p} }{m}}\cdot \nabla f+\mathbf {F} \cdot {\frac {\partial f}{\partial \mathbf {p} }}=\left({\frac {\partial f}{\partial t}}\right)_{\mathrm {col} }}
En este contexto, F(r, t) es el campo de fuerza que actúa sobre las partículas del fluido, y m es la masa de las partículas. El término del lado derecho se añade para describir el efecto de las colisiones entre las partículas Si es igual a cero, entonces las partículas no colisionan. La ecuación de Boltzmann sin colisiones a veces se la denomina ecuación de Vlasov.
Esta ecuación es más útil que la más general escrita arriba, pero aun así es una ecuación incompleta, pues f no puede ser resuelto en tanto no conozcamos el término de colisiones. Este término no es tan fácil de deducir como los otros, es un término estadístico que representa las colisiones de partículas, y requiere que conozcamos qué distribución estadística obedecen las partículas: Maxwell–Boltzmann (si son partículas clásicas), Fermi–Dirac (fermiones) o Bose–Einstein (bosones).

## El término de colisión (Stosszahlansatz) y la hipótesis de caos molecular
Una idea clave aplicada por Boltzmann para determinar el término de colisión que resulta sólo de colisiones de dos cuerpos fue suponer que las partículas estaban descorrelacionadas antes de la colisión. Boltzmann denominó a esta hipótesis "Stosszahlansatz", o "hipótesis de caos molecular". Con esta hipótesis, el término de colisión puede escribirse como una integral en el espacio de momentos sobre el producto de funciones de distribución de una partícula:
{\displaystyle \left({\frac {\partial f}{\partial t}}\right)_{\mathrm {col} }=\iint gI(g,\Omega )[f(\mathbf {p'} _{A},t)f(\mathbf {p'} _{B},t)-f(\mathbf {p} _{A},t)f(\mathbf {p} _{B},t)]\,d\Omega \,d^{3}\mathbf {p} _{A}\,d^{3}\mathbf {p} _{B}.}
donde pA y pB son los momentos de cualesquiera dos partículas (denotadas como A y B por comodidad) antes de la colisión, p′A y p′B son los momentos después de la colisión,
{\displaystyle g=|\mathbf {p} _{B}-\mathbf {p} _{A}|=|\mathbf {p'} _{B}-\mathbf {p'} _{A}|}
es la magnitud de los momentos relativos (véase velocidad relativa), y I(g, Ω) es la sección eficaz diferencial de la colisión, en la cual el momento relativo de las partículas colisionantes es función de un ángulo θ al elemento del ángulo sólido dΩ, debido a la colisión.

## Ecuación general (para una mezcla)
Para una mezcla de varias especies químicas etiquetadas por índices i = 1,2,3...,n la ecuación para la especie i es:
{\displaystyle {\frac {\partial f_{i}}{\partial t}}+{\frac {\mathbf {p} _{i}}{m_{i}}}\cdot \nabla f_{i}+\mathbf {F} \cdot {\frac {\partial f_{i}}{\partial \mathbf {p} _{i}}}=\left({\frac {\partial f_{i}}{\partial t}}\right)_{\mathrm {col} }}
donde fi = fi(r, pi, t), y el término de colisión es
{\displaystyle \left({\frac {\partial f_{i}}{\partial t}}\right)_{\mathrm {col} }=\sum _{j=1}^{n}\iint g_{ij}I_{ij}(g_{ij},\Omega )[f'_{i}f'_{j}-f_{i}f_{j}]\,d\Omega \,d^{3}\mathbf {p'} .}
donde f′ = f′(p′i, t), la magnitud de los momentos relativos es
{\displaystyle g_{ij}=|\mathbf {p} _{i}-\mathbf {p} _{j}|=|\mathbf {p'} _{i}-\mathbf {p'} _{j}|}
Y Iij es la sección eficaz diferencial, entre las partículas i y j. La integración es sobre los componentes de momento en el integrando (los cuales están etiquetados como i y j). La suma de las integrales describe la entrada y la salida de partículas de la especie i dentro o fuera del elemento espacial de fase.

## Aplicaciones y extensiones

### Ecuaciones de conservación
La ecuación de Boltzmann puede usarse para derivar las ecuaciones de la dinámica de fluidos. En partículas, las ecuaciones de evolución de la masa, carga, momento y energía de un fluido dado.: p 163 . Para un fluido constituido por un solo tipo de partícula, la densidad (de número de partículas) n está dada por:
{\displaystyle n=\int f\,d^{3}p}
El valor medio de cualquier función A es:
{\displaystyle \langle A\rangle ={\frac {1}{n}}\int Af\,d^{3}p}
Como en las ecuaciones de conservación aparecen tensores se usará el convenio  de sumación de Einstein, cuando aparezcan índices repetidos en un producto, esto significa que hay que sumar sobre el índice repetido. Así {\displaystyle \mathbf {x} \rightarrow x_{i}} y {\displaystyle \mathbf {p} \rightarrow p_{i}=mw_{i}} dónde {\displaystyle w_{i}} es el vector de velocidad de la partícula. {\displaystyle g(p_{i})} es una función del momento {\displaystyle p_{i}} sólo, el cual está conservado en colisiones (se supone que los choques entre partículas son elásticos). Se supone también que la fuerza {\displaystyle F_{i}} es una función de la posición únicamente, y que f es cero para {\displaystyle p_{i}\rightarrow \pm \infty }. Multiplicando la ecuación de Boltzmann por g e integrando sobre el momento se obtienen cuatro términos los cuales, al integrar por partes, se pueden escribir como:
{\displaystyle \int g{\frac {\partial f}{\partial t}}\,d^{3}p={\frac {\partial }{\partial t}}(n\langle g\rangle )}
{\displaystyle \int {\frac {p_{j}g}{m}}{\frac {\partial f}{\partial x_{j}}}\,d^{3}p={\frac {1}{m}}{\frac {\partial }{\partial x_{j}}}(n\langle gp_{j}\rangle )}
{\displaystyle \int gF_{j}{\frac {\partial f}{\partial p_{j}}}\,d^{3}p=-nF_{j}\left\langle {\frac {\partial g}{\partial p_{j}}}\right\rangle }
{\displaystyle \int g\left({\frac {\partial f}{\partial t}}\right)_{\mathrm {col} }\,d^{3}p=0}
donde que el último término sea cero significa que g se conserva al chocar las partículas. Si definimos {\displaystyle g=m} como la masa de la partícula, la ecuación de Boltzmann integrada es igual a la ecuación de conservación de la masa : pp 12, 168 
{\displaystyle {\frac {\partial }{\partial t}}\rho +{\frac {\partial }{\partial x_{j}}}(\rho V_{j})=0}
dónde {\displaystyle \rho =mn} es la densidad de masa y {\displaystyle V_{i}=\langle w_{i}\rangle } es la velocidad media del fluido,
Definiendo {\displaystyle g=mw_{i}} como el momento de la partícula, la ecuación de Boltzmann integrada da lugar a la ecuación de conservación del momento : pp 15, 169 
{\displaystyle {\frac {\partial }{\partial t}}(\rho V_{i})+{\frac {\partial }{\partial x_{j}}}(\rho V_{i}V_{j}+P_{ij})-nF_{i}=0}
dónde {\displaystyle P_{ij}=\rho \langle (w_{i}-V_{i})(w_{j}-V_{j})\rangle } es el tensor de presiones (el tensor de tensiones viscoso más la presión hidrostática.)
Definiendo {\displaystyle g={\tfrac {1}{2}}mw_{i}w_{i}} como la energía cinética de la partícula, la ecuación de Boltzmann integrada da lugar a la ecuación de conservación de la energía: pp 19, 169 
{\displaystyle {\frac {\partial }{\partial t}}(u+{\tfrac {1}{2}}\rho V_{i}V_{i})+{\frac {\partial }{\partial x_{j}}}(uV_{j}+{\tfrac {1}{2}}\rho V_{i}V_{i}V_{j}+J_{qj}+P_{ij}V_{i})-nF_{i}V_{i}=0}
dónde {\displaystyle u={\tfrac {1}{2}}\rho \langle (w_{i}-V_{i})(w_{i}-V_{i})\rangle } es la densidad de energía cinética y térmica y {\displaystyle J_{qi}={\tfrac {1}{2}}\rho \langle (w_{i}-V_{i})(w_{k}-V_{k})(w_{k}-V_{k})\rangle } es el vector de flujo de calor.

### Mecánica hamiltoniana
En mecánica hamiltoniana, la ecuación de Boltzmann se escribe a menudo de forma más general como
{\displaystyle {\hat {\mathbf {L} }}[f]=\mathbf {C} [f],\,}
donde L es el operador de Liouville, que describe la evolución en el volumen del espacio de fases, y C es el operador de colisión. La forma no relativista de L es
{\displaystyle {\hat {\mathbf {L} }}_{\mathrm {NR} }={\frac {\partial }{\partial t}}+{\frac {\mathbf {p} }{m}}\cdot \nabla +\mathbf {F} \cdot {\frac {\partial }{\partial \mathbf {p} }}\,.}

### Mecánica cuántica y no conservación del número de partículas
Es posible escribir la ecuación de Boltzmann relativista para sistemas cuánticos relativistas en los cuales el número de partículas no se conserva en las colisiones. Esto tiene aplicaciones en cosmología física, incluyendo la formación de los elementos ligeros en nucleosíntesis de Big Bang, la producción de materia oscura y la baryogenesis. No es a priori evidente que el estado de un sistema cuántico pueda ser caracterizado por una densidad clásica f. Aun así, para una gran cantidad de aplicaciones, existe una generalización bien definida de f que es la solución de una ecuación efectiva de Boltzmann que puede ser derivada a partir de primeros principios de teoría cuántica de campos.

### Relatividad general y Astronomía
La ecuación de Boltzmann también se usa en dinámica, especialmente en dinámica galáctica. Una galaxia, bajo ciertas condiciones, puede aproximarse por un fluido continuo, su distribución de masa se representa por f; en galaxias, las colisiones entre estrellas son muy raras, y el efecto de colisiones gravitacionales puede ser despreciado para tiempos mayores que la edad del universo.
La generalización a relatividad general es
{\displaystyle {\hat {\mathbf {L} }}_{\mathrm {GR} }=p^{\alpha }{\frac {\partial }{\partial x^{\alpha }}}-\Gamma ^{\alpha }{}_{\beta \gamma }p^{\beta }p^{\gamma }{\frac {\partial }{\partial p^{\alpha }}},}
dónde Γαβγ es el símbolo de Christoffel de segundo tipo (aquí se supone hay no fuerzas externas, de modo que las partículas se mueven sobre geodésicas en ausencia de colisiones), con la sutileza importante de que la densidad es ahora una función en variables contravariante  y covariante (xi, pi), en oposición con la naturaleza completamente contravariante (xi, pi) del espacio de fase.
En cosmología física, el estudio de procesos en el universo temprano a menudo requiere tener en cuenta los efectos de la mecánica cuántica y la relatividad general. En el medio muy denso formado por el plasma primordial formado después del Big Bang, las partículas son continuamente creadas y destruidas. En tal entorno, la coherencia cuántica y la extensión espacial de la función de ondas puede afectar a la dinámica, poniendo en cuestión que la distribución clásica en el espacio de fases f que aparece en la ecuación de Boltzmann sea la adecuada para describir al sistema. Sin embargo, en muchos casos es posible de derivar una ecuación de Boltzmann efectiva para una función de distribución generalizada a partir de primeros principios de teoría cuántica de campos. Esto incluye la formación de los elementos ligeros en la nucleosíntesis del Big Bang, la producción de materia oscura y la baryogenesis.